# Cambon-lès-Lavaur
Cambon-lès-Lavaur település Franciaországban, Tarn megyében. Lakosainak száma 355 fő (2022. január 1.). Cambon-lès-Lavaur Le Faget, Algans, Cuq-Toulza, Maurens-Scopont, Roquevidal és Veilhes községekkel határos.

## Népesség
A település népességének változása:
| Lakosok száma | 299  | 337  | 342  | 333  | 338  | 342  | 347  | 351  | 355  |
|               | 2013 | 2015 | 2016 | 2017 | 2018 | 2019 | 2020 | 2021 | 2022 |